# Ri Chun-hee
Đây là một tên người Triều Tiên, họ là Ri.
Ri Chun-hee hay Ri Chun Hui Sinh ngày 8 tháng 7 năm 1943) là một nữ phát thanh viên được yêu thích nhất của Triều Tiên.